# Col de Llogara
Le col de Llogara (en albanais : Qafa e Llogarasë) est un col situé dans les monts Cérauniens, le long de la Riviera albanaise.

## Géographie
Le col relie la vallée de Dukat (en) au nord avec Himarë au sud. La ville d'Orikum (en) est la plus proche du col du côté nord et le village de Dhërmi du côté sud.
Le col de Llogara fait également partie du parc national Llogara, qui s'étend sur 10,1 km2,.

## Histoire
En novembre 1912, lors de la révolte d'Himara de 1912 (en), une unité grecque fut positionnée sur le Llogara afin de défendre la région d'Himara contre les attaques ottomanes-albanaises venant de Vlorë.
Depuis 2024, le trafic routier empruntant le col est allégé avec l'ouverture du tunnel de Llogara qui relie Vlora à la Riviera albanaise.